# HMCS Chebogue
HMCS Chebogue (K317) – kanadyjska fregata z okresu II wojny światowej, jedna ze 135 zbudowanych jednostek typu River. Okręt został zwodowany 16 sierpnia 1943 roku w stoczni Yarrow Shipbuilders w Esquimalt, a do służby w Royal Canadian Navy wszedł 22 lutego 1944 roku z numerem burtowym K317. Podczas działań wojennych HMCS „Chebogue” uczestniczył w eskorcie czterech konwojów. Jednostka została storpedowana przez niemieckiego U-Boota U-1227 4 października 1944 roku na Północnym Atlantyku i ciężko uszkodzona, a następnie osadzona na brzegu nieopodal Swansea. Po podniesieniu fregata została wycofana ze służby i sprzedana w celu złomowania.

## Projekt i budowa
Projekt okrętu powstał na skutek konieczności budowy jednostek eskortowych przeznaczonych do ochrony konwojów o lepszych parametrach od korwet typu Flower, budowanych masowo w początkowym okresie II wojny światowej. Bazując na rozwiązaniach konstrukcyjnych tych ostatnich, inżynier William Reed zaprojektował jednostki znacznie dłuższe, szersze, wyposażone w siłownię o większej mocy z dwiema śrubami (lecz nadal była to maszyna parowa, znacznie tańsza od nowocześniejszych turbin parowych), co w konsekwencji spowodowało wzrost zasięgu, dzielności morskiej, prędkości i ilości przenoszonego uzbrojenia. Wykorzystanie cywilnych metod budowy i podzespołów dało możliwość masowej i taniej produkcji okrętów nawet w małych stoczniach, w wyniku czego powstało aż 135 fregat typu River. Nowy typ jednostki zwalczania okrętów podwodnych był pierwszym, który został sklasyfikowany jako fregata.
HMCS „Chebogue” zbudowany został w stoczni Yarrow Shipbuilders w Esquimalt. Stępkę okrętu położono 19 marca 1943 roku, a zwodowany został 16 sierpnia 1943 roku .

## Dane taktyczno-techniczne
Okręt był oceaniczną fregatą, przeznaczoną głównie do zwalczania okrętów podwodnych. Długość całkowita wynosiła 91,8 metra (86,3 metra między pionami), szerokość 11,2 metra i zanurzenie maksymalne 3,89 metra . Wyporność standardowa wynosiła pomiędzy 1310 a 1460 ton, apełna 1920–2180 ton . Okręt napędzany był przez dwie maszyny parowe potrójnego rozprężania o łącznej mocy 5500 KM, do których parę dostarczały dwa trójwalczakowe kotły Admiralicji . Dwuśrubowy układ napędowy pozwalał osiągnąć prędkość 20 węzłów . Okręt zabierał maksymalnie zapas 646 ton mazutu, co zapewniało zasięg wynoszący 7200 Mm przy prędkości 12 węzłów (lub 5400 Mm przy prędkości 15 węzłów) .
Uzbrojenie artyleryjskie jednostki składało się z podwójnego zestawu dział uniwersalnych kal. 102 mm (4 cale) QF HA Mark XVI L/45 . Uzbrojenie przeciwlotnicze składało się z 8 działek automatycznych Oerlikon kal. 20 mm Mark II/IV L/70 (dwóch podwójnych i czterech pojedynczych) . Broń ZOP stanowiły: miotacz Hedgehog oraz osiem miotaczy i dwie zrzutnie bomb głębinowych (z łącznym zapasem do 150 bg) . Wyposażenie radioelektroniczne obejmowało radary Typ 268, 272, 275, 291 oraz sonary .
Załoga okrętu składała się z 140 oficerów, podoficerów i marynarzy .

## Służba
Okręt wszedł do służby w Royal Canadian Navy 22 lutego 1944 roku, otrzymując numer taktyczny K317. Podczas wojny jednostka uczestniczyła w eskorcie czterech konwojów: HX-296 (czerwiec – lipiec 1944 roku), ON-244 (lipiec), HX-301 (lipiec – sierpień) i ONS-33 (wrzesień – październik) .
W 1944 roku wzmocniono uzbrojenie przeciwlotnicze jednostki, instalując w miejscu dwóch pojedynczych działek kal. 20 mm dwa podwójne zestawy tego kalibru (od tego momentu fregata była uzbrojona w 10 działek Oerlikon kal. 20 mm Mark II/IV L/70 (cztery podwójne i dwa pojedyncze)  .
HMCS „Chebogue”, płynący na Północnym Atlantyku w eskorcie konwoju ONS-33, 4 października 1944 roku o godzinie 22:49 został storpedowany przez niemieckiego U-Boota U-1227 na pozycji 49°20′N 24°20′W/49,333333 -24,333333, trafiony torpedą akustyczną T-V Zaunkönig I. Ciężko uszkodzony okręt doholowano do Kanału Świętego Jerzego, a następnie osadzona na brzegu nieopodal Swansea 11 października 1944 roku. Po podniesieniu fregata została wycofana ze służby 25 września 1945 roku i sprzedana w celu złomowania firmie T.W. Ward. Okręt złomowano w Milford Haven w lutym 1948 roku.